# 阿里阿拉內斯二世
阿里阿拉內斯二世 Ariamnes II（羅馬化：Ariámnēs; ？—前230年），卡帕多細亞的統治者（前280年－前262年或前230年在位）。
阿里阿拉內斯二世繼承其父親阿里阿拉特二世成為卡帕多細亞的統治者，他非常喜愛他的孩子，並與其子阿里阿拉特三世分享他的權力。阿里阿拉內斯二世可能把卡帕多細亞從塞琉西帝國中獨立出來。
| 前任： 阿里阿拉特二世 | 卡帕多細亞統治者 | 繼任： 阿里阿拉特三世 |